# Tersina viridis
La tangara golondrina (Tersina viridis), también denominada azulejo golondrina (en Perú, Venezuela y Colombia), tersina (en Paraguay, Argentina y Ecuador) o frutero golondrina, es una especie de ave paseriforme de la familia Thraupidae, la única perteneciente al género Tersina. Es nativa de América del Sur, extremo oriental de América Central y Trinidad y Tobago.

## Distribución y hábitat
Está ampliamente distribuida en Sudamérica en gran parte de Colombia, norte y sur de Venezuela, sur de Guyana, de Surinam y de la Guayana Francesa, extremos norte y noroeste de Brasil, gran parte de Brasil al sur del río Amazonas (excepto el interior del noreste, partes del centro este y del sur), oeste y este de Ecuador. este de Perú, norte y este de Bolivia, norte y este de Paraguay, hasta el extremo noreste de Argentina (Misiones); también en el extremo oriental de Panamá y en Trinidad.
Esta especie es ampliamente diseminada y visible, generalmente en terrenos semiabiertos, en bordes de selvas húmedas, en claros con árboles dispersos y en bosques en galería, hasta los 1800 m de altitud. Es nómade y puede ser estacionalmente o localmente común.

## Descripción
Mide 14 a 15  cm de longitud. Presenta un dimorfismo sexual muy fuerte. El plumaje del macho es azul brillante con antifaz y garganta negros; presenta el vientre y crísum blancos. La hembra es verde brillante en el dorso y verdoso amarillento en las partes inferiores, con los flancos estriados.

## Comportamiento

### Alimentación
Se alimenta de frutos e insectos, que puede atrapar en vuelo. Debido a la forma del pico y la cabeza, es capaz de recoger los frutos diversos, llevándolos y almacenándolos en algún lugar oculto. Consume una variedad de frutas, incluyendo bayas y aguacate, así como diversos insectos, tales como las termitas, saltamontes y hormigas.

### Reproducción
La hembra excava un barranco y hace el nido en el fondo del túnel, donde pone dos a cuatro huevos, que incuba durante 13 a 17 días. Los polluelos, alimentados solamente por la hembra, abandonan el nido después de unos 24 días. El macho solamente se encarga de vigilar el nido.

### Vocalización
El llamado es un agudo y nada musical «tziip», distintivo y a menudo dado en vuelo.

## Sistemática

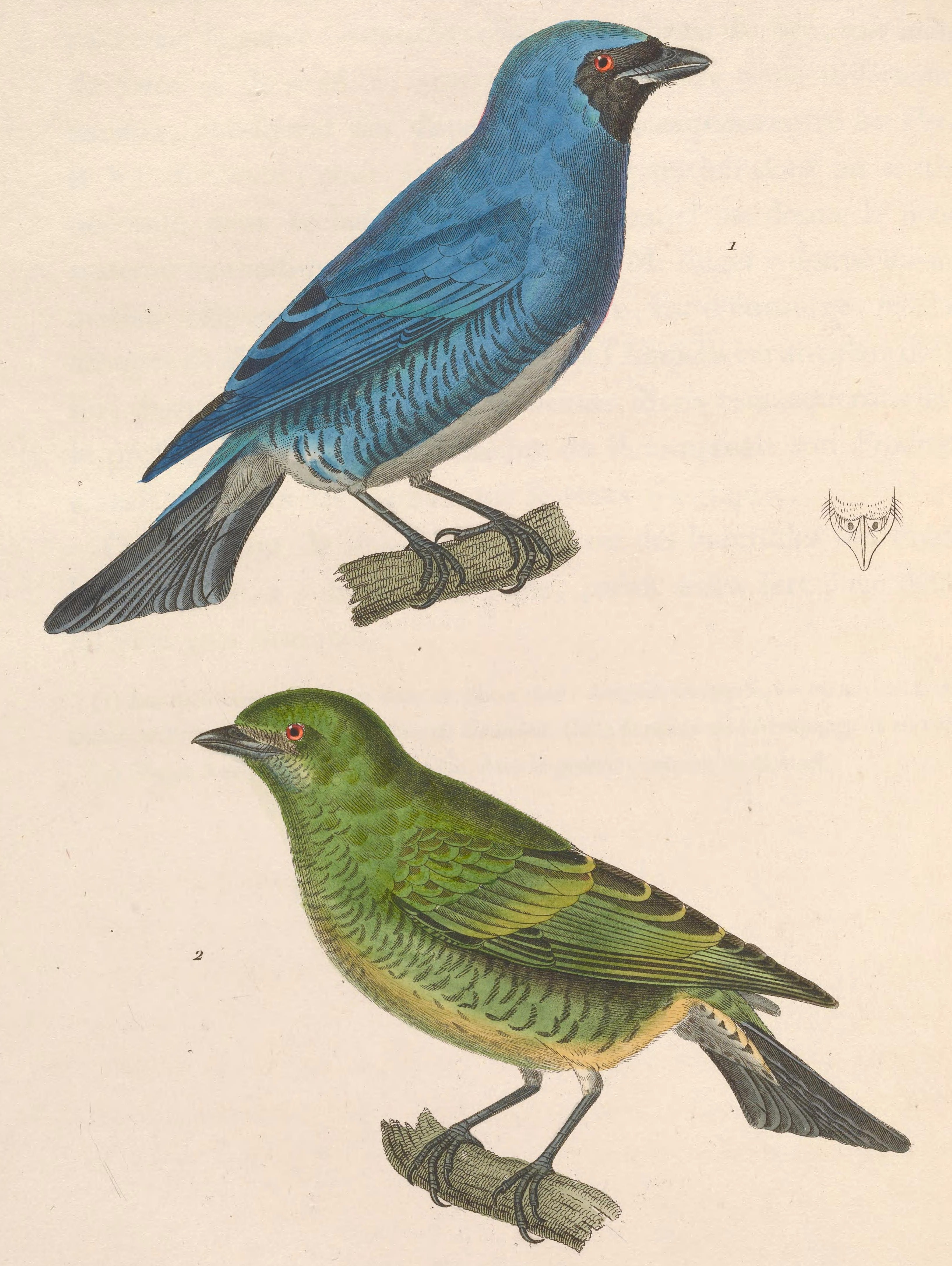
Procnias ventralis = Tersina viridis (macho y hembra), ilustración de Huet le Jeune y Prêtre en Temminck Nouveau recueil de planches coloriées d'oiseaux, 1838.

### Descripción original
La especie T. viridis fue descrita por primera vez por el zoólogo alemán Johann Karl Wilhelm Illiger en 1811 bajo el nombre científico Hirundo viridis; su localidad tipo es: «islas Sandwich, error, enmendado para este de  Brasil.»
El género Tersina fue propuesto por el naturalista francés Louis Pierre Vieillot en 1819, con Tersina coerulea como especie tipo, que resultó ser un sinónimo posterior de la presente especie.

### Etimología
El nombre genérico femenino Tersina deriva de la palabra francesa «tersine», utilizada por Buffon para designar un ave no identificada; y el nombre de la especie «viridis» del latín que significa: verde, en referencia al color de la hembra.

### Taxonomía
Los amplios estudios filogenéticos recientes demuestran que la presente especie es pariente próxima de Cyanerpes, en una subfamilia Dacninae.

### Subespecies
Según las clasificaciones del Congreso Ornitológico Internacional (IOC) y Clements Checklist/eBird v.2019 se reconocen tres subespecies, con su correspondiente distribución geográfica:
- Tersina viridis occidentalis (P.L. Sclater), 1855 – este de Panamá hasta Venezuela, las Guayanas, norte de Bolivia y norte de Brasil.
- Tersina viridis grisescens Griscom, 1929 – Sierra Nevada de Santa Marta, noreste de Colombia.
- Tersina viridis viridis (Illiger), 1811 – este de Bolivia hasta Paraguay, este de Brasil y noreste de Argentina.